# Omar Pedrini
Omar Edoardo Pedrini (Brescia, 28 maggio 1967) è un cantautore e chitarrista italiano, ex leader dei Timoria.

## Biografia

### Primi anni

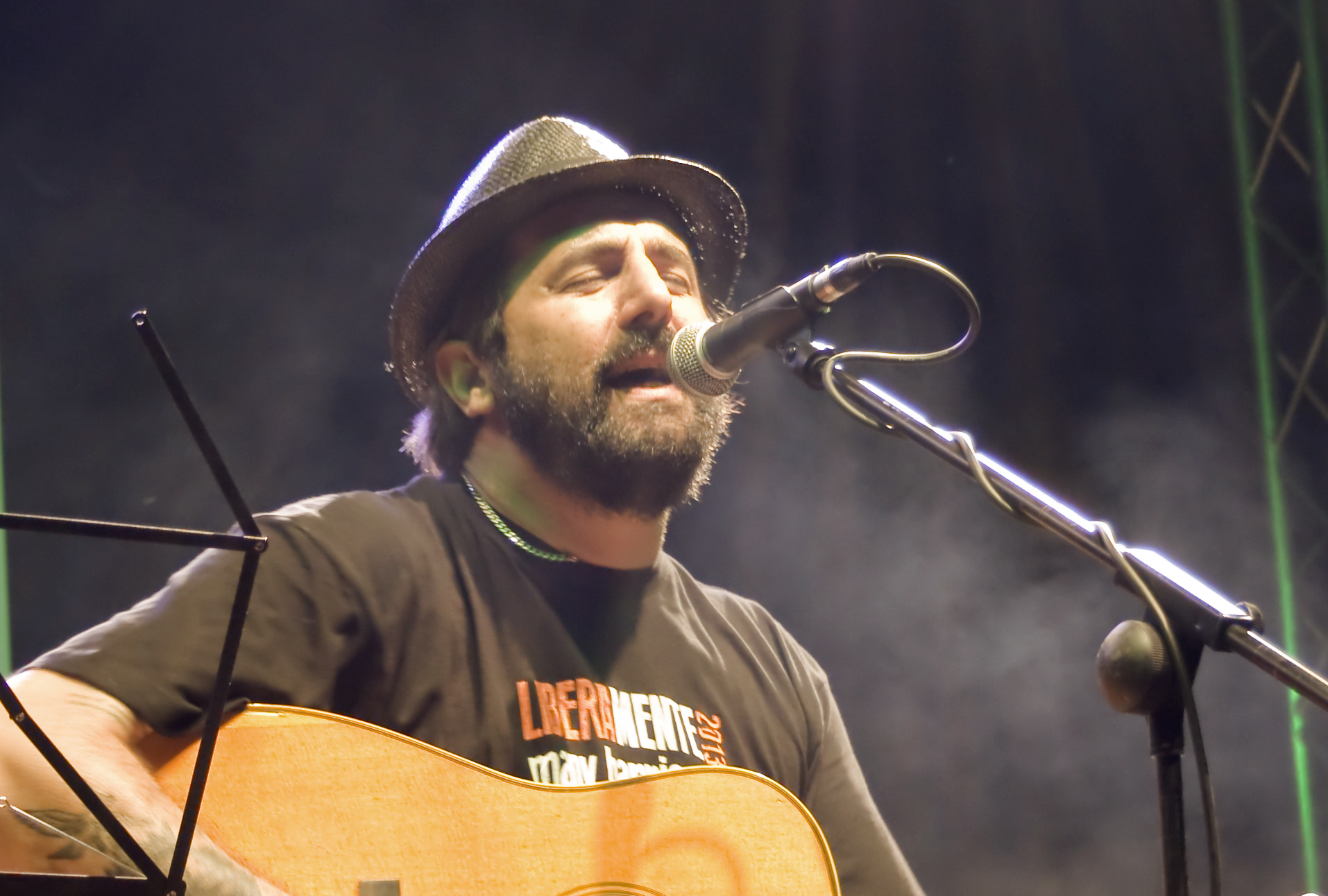
Omar Pedrini durante il Dal pianeta blu tour

Nato a Brescia da Roberto, meccanico, e Daria, ha una sorella, Paola. È cresciuto in una famiglia dalla forte tradizione musicale, tramandata di generazione in generazione: uno dei bisnonni materni era un liutaio, la nonna materna suonava la chitarra e la madre, vicina al movimento hippy, era solita portare i figli con sé ai concerti dei cantautori, quali Roberto Vecchioni, Pierangelo Bertoli, Francesco De Gregori e Francesco Guccini.
Viene indirizzato dal padre verso gli studi classici, che egli aveva a suo tempo intrapreso: finite le scuole medie, Omar si iscrive al liceo classico "Arnaldo da Brescia", diplomandosi nel 1987, con un anno di ritardo per via di una bocciatura subita in quarta ginnasio. Gli anni del liceo classico si rivelano fondamentali per Pedrini, che dopo la bocciatura trova come compagno di banco Carlo Alberto Pellegrini e conosce Diego Galeri ed Enrico Ghedi, futuri componenti dei Timoria.
Successivamente frequenta la Facoltà di Scienze politiche all'Università Statale di Milano, ma abbandona gli studi per intraprendere la carriera musicale a tempo pieno.

### Timoria
Nel 1985 formò i Sigma Six, gruppo che cambiò nome in Precious Time l'anno seguente. Proprio nel 1986 la formazione vinse il Deskomusic, concorso musicale per gruppi formati da giovani studenti delle scuole bresciane, e Rock Targato Italia, una rassegna nazionale per gruppi emergenti: queste vittorie fruttano al gruppo un provino per la PolyGram, con cui nell'ottobre del 1988 presenta l'EP Macchine e dollari.
Il primo album pubblicato con i Timoria è stato Colori che esplodono, uscito nel 1990 e il cui titolo è un omaggio di Pedrini verso i grandi artisti del passato come Van Gogh che hanno esaltato lo stretto legame tra le varie espressioni artistiche. Nel corso degli anni novanta il gruppo ha pubblicato ulteriori sei album, tra cui il concept album Viaggio senza vento e Eta Beta.
Tra il 5 e il 7 giugno 1998 l'artista ha ricoperto il ruolo di direttore artistico del Brescia Music Art, evento incentrato su musica, pittura, scrittura, poesia e installazioni video che ha portato nel capoluogo lombardo vari artisti come 883, Jovanotti, CSI, Alberto Fortis, Mark Kostabi, Enrico Ruggeri e Marco Lodola; con quest'ultimo Pedrini intraprende una collaborazione artistica per la realizzazione dell'album 1999 dei Timoria.
Nel 2001 il gruppo ha pubblicato il concept album El Topo Grand Hotel e l'anno successivo ha partecipato al Festival di Sanremo con il brano Casa mia, inserito nell'album Un Aldo qualunque sul treno magico, colonna sonora del film Un Aldo qualunque, diretto da Dario Migliardi e in cui Pedrini ricopre il ruolo di Don Luigi, uno scatenato prete rock. Nel 2003 è uscito l'album dal vivo Timoria live: generazione senza vento, volto a concludere l'attività del gruppo.

### Carriera solista

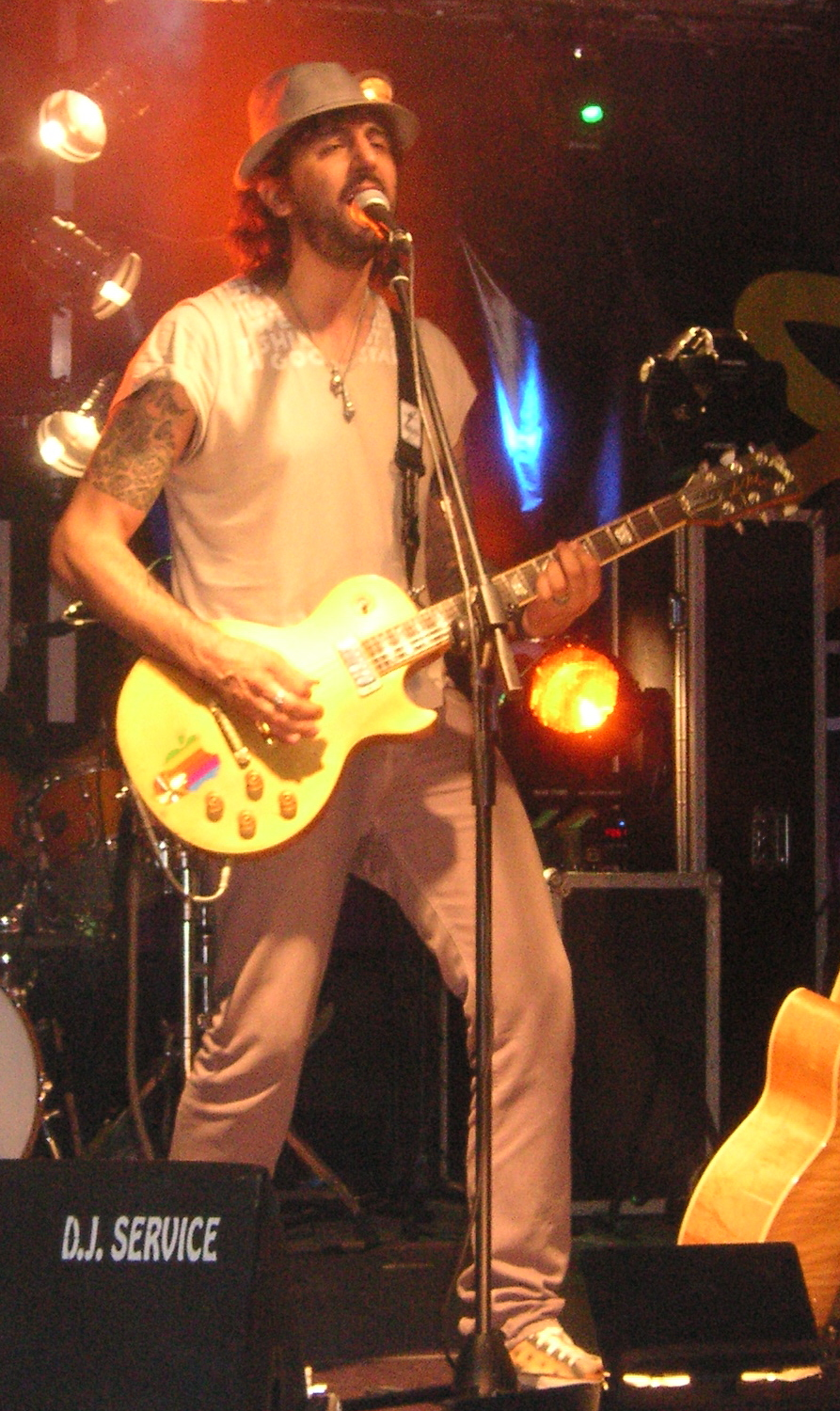
Omar Pedrini in un live a Trento

Già nel 1996, parallelamente all'attività con i Timoria, Pedrini pubblicò il primo album come solista, ovvero Beatnik - Il ragazzo tatuato di Birkenhead, dedicato ai suoi miti della Beat Generation e stampato in sole 7 000 copie. Nel 2001 contribuisce musicalmente alla realizzazione dell'album Canto di spine - versi italiani del '900 in forma di canzone dei Altera.
Nel 2004 ha partecipato al Festival di Sanremo con il brano Lavoro inutile, ricevendo il premio per il miglior testo Il brano ha anticipato l'uscita del secondo album Vidomàr, uscito nello stesso anno; nel giugno 2002 l'attività promozionale legata al disco è stata interrotta a causa di una delicata operazione a cuore aperto subita dopo un aneurisma aortico. Dopo l'estate 2004 torna al lavoro e a fine anno incomincia a collaborare con la Rai come autore del programma sperimentale Robin Hood.
Dal 2005 è docente di Laboratorio di composizione e realizzazione di una canzone pop e Creazione e comunicazione artistica della musica presso il master in Comunicazione musicale per la discografia e i media dell'Università Cattolica del Sacro Cuore di Milano. Tra il 2005 e il 2007 scrive e conduce Nu-Roads, brevi pillole su nuove tendenze e gruppi folk in onda sabato pomeriggio su Rai 2. Sempre per la Rai scrive Milano in Musica, andato in onda a fine 2005.
Il 26 maggio 2006 esce il suo terzo album da solista Pane burro e medicine, anticipato dal singolo Shock che rievoca la sua malattia. È inoltre presente una cover di Tre volte lacrime dei Diaframma. Sempre nel 2006 è protagonista con Roberta Garzia del cortometraggio Un casale, due gessetti e tanti ricci diretto da Claudio Uberti (assistente di Lina Wertmüller) e partecipa al progetto discografico Rezophonic, un'iniziativa di beneficenza realizzata per sostenere AMREF Italia nella realizzazione di pozzi d'acqua nel Kajiado, una delle regioni più aride dell'Africa orientale. Nel biennio 2007-2008 continua l'attività di autore e conduttore televisivo con nuove puntate di Nu-Roads e presenta su Rai 2 il programma School of Rock. Nel 2009 approda su Gambero Rosso Channel con il programma di enogastronomia Gamberock.
Nel 2010 il suo inedito Il figlio del vento viene scelto per la colonna sonora del film di Pupi Avati Il figlio più piccolo, in cui lo stesso Pedrini compare in un cameo interpretando se stesso; la canzone viene inclusa nell'album La capanna dello Zio Rock, uscito nel giugno dello stesso anno e che raccoglie i più noti brani della discografia del musicista bresciano (con i Timoria o da solista), tutti reincisi per l'occasione. Nella nuova versione di Mandami un messaggio è presente, in veste di ospite, il cantautore Morgan.
Nel 2011 è il testimonial musicale della nascente Rai 5 per la quale scrive e conduce Rock e i suoi fratelli; nello stesso anno esordisce alla radio su Rai Isoradio e come autore di Contromano conquista le cuffie d'oro per miglior esordio Il 19 aprile 2011, presso il teatro Creberg di Bergamo, duetta con Francesco Renga in Sangue impazzito, sancendo la riunificazione tra i due artisti a seguito dell'abbandono di Renga dai Timoria avvenuta nel 1998. Nei mesi di maggio e giugno 2011 partecipa al tour tra alcune università italiane di Edison Change the Music per promuovere iniziative ecosolidali e il contest per selezionare la band che avrebbe aperto il concerto dei Bon Jovi del 17 luglio 2011 a Udine.
Tra l'autunno del 2012 e la primavera del 2013 conduce il programma Pop - Viaggio dentro una canzone, che racconta la genesi e i retroscena delle canzoni di maggior successo del panorama musicale italiano. Nel frattempo porta in scena al Teatro Franco Parenti di Milano la pièce spettacolo Sangue impazzito, dedicata a John Belushi, assieme all'attore Nicola Nocella (conosciuto sul set de Il figlio più piccolo). Ad aprile del 2013 diventa anche padre per la seconda volta.
Nel 2013 lavora a un nuovo album, dalle forti sonorità britpop registrato a Manchester dopo un incontro con Noel Gallagher e il produttore degli Oasis. Il 3 gennaio 2014 è in rotazione radiofonica il singolo Che ci vado a fare a Londra? che anticipa l'uscita dell'omonimo album distribuito dalla Universal; il 31 maggio 2014, all'Arena Sant'Elia di Cagliari, partecipa a Sardegna Chi_Ama evento diretto da Paolo Fresu con lo scopo di promuovere una raccolta fondi finalizzata alla ricostruzione delle scuole sarde danneggiate dall'alluvione del novembre 2013.
Il 7 ottobre 2014 viene operato d'urgenza al cuore dopo essere stato colpito da un malore durante un concerto a Roma quattro giorni prima.
Nel 2017 pubblica l'album Come se non ci fosse un domani, con collaborazioni di rilievo: Noel Gallagher, Ian Anderson, Lawrence Ferlinghetti e la Royal Albert Hall College Orchestra. A ottobre dello stesso anno è stata pubblicata la sua prima biografia Cane sciolto, scritta dallo scrittore Federico Scarioni ed edita da Chinaski Edizioni.
Nel 2018 collabora con il gruppo folk Mé Pék e Barba, scrivendo e interpretando il brano Sarà festa, presente nel loro album Vincanti. Nello stesso anno ha partecipato all'album Powerillusi & Friends dei Powerillusi, interpretando il brano La nostra song inglese. Nell'ottobre dello stesso anno, per il 25º anniversario della pubblicazione di Viaggio senza vento, l'album viene ripubblicato in un'edizione speciale, contenente le versioni demo di alcuni brani e l'inedito Angel, registrato nel 1994; viene inoltre organizzato un tour che registra 50 concerti sold-out in giro per l'Italia, con l'esibizione del 2 dicembre 2019 al Fabrique di Milano che viene registrata e pubblicata sotto forma di album dal vivo nell'ottobre del 2020. Durante tale concerto Pedrini viene affiancato sul palco da Eugenio Finardi, Mauro Pagani e Ensi, quest'ultimo interprete del freestyle in Lasciami in down.
Inoltre, il 19 dicembre 2018 presenta il libro Angelo ribelle, edito da La nave di Teseo, contenente riflessioni dell'artista sia sul proprio percorso che su tematiche più di ampio respiro, quali il consumo di droga, la difficile situazione economica delle generazioni più giovani e il rapporto con la natia città di Brescia.
L'11 giugno 2021 è stato operato per la terza volta d'urgenza al cuore a causa di un secondo aneurisma aortico. Nel 2023 ha subito altri due interventi cardiochirurgici.
Il 19 maggio 2023 viene reso disponibile il brano Diluvio universale, primo singolo estratto dall'album Sospeso, uscito il 16 giugno seguente. Il disco, definito dal cantautore come composto da «9 canzoni e un'Ave Maria», alterna il tema dell'ambientalismo e della tutela del pianeta Terra ad altri più personali, legati anche alla spiritualità.
Nell'ottobre dello stesso anno Pedrini inizia il tour Goodbye Rock'n'roll, presentato dall'artista come ultima tournée di musica rock prima del suo parziale ritiro dalle scene, dovuto ai ricorrenti problemi di salute. Il novembre seguente, invece, il cantautore annuncia un concerto speciale per il decimo anniversario della pubblicazione di Che ci vado a fare a Londra?, tenutosi il 18 gennaio 2024 ai Magazzini Generali di Milano. A dicembre, viene pubblicata una ristampa della biografia Cane sciolto, edita da Senza Vento Edizioni. Il 7 dicembre 2023 ha preso parte come ospite alla finale della diciassettesima edizione di X Factor, esibendosi con gli Stunt Pilots al brano Sole spento, originalmente pubblicato dai Timoria nel 2001.
Nel marzo del 2025, Pedrini si sottopone a un nuovo intervento chirurgico, ma è costretto ad essere mantenuto in coma farmacologico per quattro giorni a causa di una sorveglianza, prima di risvegliarsi.

## Vita privata
È stato legato sentimentalmente alla showgirl Elenoire Casalegno dal 2002 al 2009. Il 7 gennaio 2014 si è sposato con l'avvocato padovano Veronica Scalia, di 19 anni più giovane, da cui ha avuto due figli rispettivamente nel 2013 e nel 2021; Pedrini aveva già avuto un figlio, Pablo, nato il 17 settembre 1993 e così chiamato in onore del poeta cileno Pablo Neruda.
È stato vegetariano dalla nascita fino all'età di 28 anni, pur continuando a limitare anche in seguito il consumo di carne.
È tifoso del Brescia Calcio: nel 1994, quando la squadra vinse la Coppa Anglo-Italiana, l'allora capitano Maurizio Neri mostrò una maglietta dei Timoria per omaggiare la band; ha indossato più volte la maglia bianco-azzurra durante i suoi concerti, come al Concerto del Primo Maggio del 2019, per celebrare il ritorno in Serie A del Brescia dopo otto anni di assenza. È inoltre simpatizzante della Sampdoria, indossando in alcuni suoi concerti la maglia di tale squadra. Ha un forte legame con Genova, città d'origine del padre di Federica, madre del primo figlio Pablo: il brano Genova, contenuto nell'album 1999 dei Timoria, è dedicato proprio alla città. È testimonial ufficiale dell'associazione di volontariato dei City Angels.
Vive in provincia di Siena, a Cetona, dove possiede una tenuta agricola.
Si professa cattolico.

## Discografia

### Da solista
Album in studio
- 1996 – Beatnik - Il ragazzo tatuato di Birkenhead
- 2004 – Vidomàr
- 2006 – Pane burro e medicine
- 2014 – Che ci vado a fare a Londra?
- 2017 – Come se non ci fosse un domani
- 2023 – Sospeso

Album dal vivo
- 2020 – Viaggio senza vento - Live in Milano

Raccolte
- 2010 – La capanna dello Zio Rock

Singoli
- 2004 – Lavoro inutile
- 2006 – Shock
- 2014 – Che ci vado a fare a Londra?
- 2014 – Gaia e la Balena
- 2014 – Nina
- 2015 – Sorridimi
- 2017 – Come se non ci fosse un domani
- 2017 – Dimmi non ti amo
- 2017 – Un gioco semplice
- 2023 – Diluvio universale

Collaborazioni
- 1995 –IN.SI.DIA – Guarda dentro te
- 2018 – Powerillusi – La nostra song inglese (da Powerillusi & Friends)[72]

### Con i Timoria
- 1990 – Colori che esplodono
- 1991 – Ritmo e dolore
- 1992 – Storie per vivere
- 1993 – Viaggio senza vento
- 1995 – 2020 SpeedBall
- 1997 – Eta Beta
- 1999 – 1999
- 2001 – El Topo Grand Hotel
- 2002 – Un Aldo qualunque sul treno magico

## Videografia

### Video musicali
| Anno | Titolo                                  | Regista/i                     |
| ---- | --------------------------------------- | ----------------------------- |
| 2004 | Lavoro inutile                          |                               |
| 2006 | Shock                                   | Giangi Magnoni                |
| 2010 | Amore fragile                           | Giangi Magnoni                |
| 2013 | Figlio del vento                        |                               |
| 2013 | Giorno per giorno                       |                               |
| 2014 | Che ci vado a fare a Londra?            | Carlos Solito                 |
| 2014 | Veronica (feat. Folks)                  |                               |
| 2014 | Gaia e la balena (feat. Dargen D'Amico) | Marco Donazzan, Luca Donazzan |
| 2014 | Nina                                    | Giulio Mastromauro            |
| 2014 | Jenny (scendi al fiume) (feat. Kiave)   | Marco Donazzan, Luca Donazzan |
| 2015 | Sorridimi                               | Naù Germoglio                 |
| 2017 | Come se non ci fosse un domani          | Elia Cristofori               |
| 2017 | Dimmi che non ti amo                    | Michele Piazza                |
| 2017 | Un gioco semplice                       | Alessandro Brunello           |
| 2023 | Diluvio universale                      | Marco Bettoni                 |
| 2023 | Dolce Maria                             | Marco Donazzan, Luca Donazzan |

#### Partecipazioni in video di altri artisti
| Anno | Titolo                    | Artista                                               | Regista/i                    |
| ---- | ------------------------- | ----------------------------------------------------- | ---------------------------- |
| 2013 | Figlio di questo tempo    | Diskanto feat. Omar Pedrini                           | Filippo Bernardoni           |
| 2015 | Senza vento               | Newdress feat. Omar Pedrini                           |                              |
| 2015 | Via di qua                | Pino Scotto & Rocky Horror feat. Omar Pedrini e altri | Caterina Vetro, Julio Urbina |
| 2017 | Sole spento               | La Differenza feat. Omar Pedrini                      | Giuseppe Giò Martinelli      |
| 2018 | Piove                     | Seta feat. Omar Pedrini                               | Carlo Tomba                  |
| 2018 | La nostra song inglese    | Powerillusi feat. Omar Pedrini                        | Omar Pedrini                 |
| 2020 | Umani                     | I-Dea feat. Omar Pedrini                              | Alex Bufalo                  |
| 2020 | Mondo selvaggio           | Armin Calligaro feat. Omar Pedrini                    | Geremia Vinattieri           |
| 2021 | Chi ama vince             | Tamurita feat. Omar Pedrini                           | Natalia Ghiani               |
| 2021 | Un guerriero per la vita  | Vitaria feat. Omar Pedrini                            |                              |
| 2021 | Fin qui (soltanto nuvole) | Màdrega feat. Omar Pedrini                            | Flavio Ferri, Mo & Nico      |
| 2021 | Fata verde                | ArtemisiA feat. Omar Pedrini                          | Diego "Imakarum" Caponetto   |
| 2022 | Resto solo io             | Zagreb feat. Omar Pedrini                             | Giulio Beniero               |

## Televisione
- Territorio italiano su Match Music appuntamento con le performance live dei protagonisti della musica italiana condotto in coppia con Francesca Cheyenne.[73]
- Robin Hood[74] programma sperimentale su Rai 2 e in onda su Radio Rai 3[75] di cui è autore.
- Nu-Roads brevi pillole su nuove tendenze e gruppi folk in onda sabato pomeriggio su Rai 2 tra il 2005 e il 2007 di cui è autore e conduttore.[76]
- Milano in Musica in onda su Rai 2 a fine 2005 di cui è autore.
- School of Rock programma musicale in onda su Rai 2 nel 2007.
- Gamberock trasmesso dal 2009 sul canale satellitare Gambero Rosso con: «Cibo, vino, cultura e arte sono strettamente collegati fra loro: in Gamberock cerco di proporre suggestioni enogastronomiche legate al territorio».
- Rock e i suoi fratelli in onda su Rai 5 di cui è autore e conduttore.
- Contromano Rai Isoradio per miglior esordio radiofonico del 2011 premiato con le cuffie d'oro[77] come autore.
- Pop - Viaggio dentro una canzone su Rai 5 racconta la genesi e i retroscena delle canzoni di maggior successo del panorama musicale italiano[78].
- Meet The Rockers su Sky Arte HD nei panni del reporter intervista le band più importanti della scena rock del nuovo millennio tra cui Skunk Anansie[79] e Franz Ferdinand.[80]

## Teatro
- Poema a fumetti del 2001 assieme alla compagnia milanese d'avanguardia Sentieri Selvaggi interpreta Orfeo il cui mito è riletto da Dino Buzzati. Il tour teatrale riscuote un discreto successo e culmina con la rappresentazione al Festival della Letteratura di Mantova nel 2002.
- Sangue Impazzito - le prime 24 ore da mito di John Belushi di e con Nicola Nocella e con Omar Pedrini. Teatro Franco Parenti Milano, 2013.[81]

## Poesia
- Acqua d'amore ai fiori gialli, pubblicato da Stampa Alternativa nel 2001, è un libro di poesie illustrato dal guru della psichedelia Matteo Guarnaccia, per il quale tiene una serie di performance e reading nei principali club letterari italiani e accompagna celebri artisti fra cui Lawrence Ferlinghetti (il padre della Beat Generation e fondatore della City Light Books), Jack Hirshman, Alejandro Jodorowski e Dan Fante (figlio di John Fante).

## Cinema
- Nel film del 2002 Un Aldo qualunque di Dario Migliardi, di cui ha composto la colonna sonora, recita la parte di Don Luigi, un prete hippie.
- Nel film del 2010 Il figlio più piccolo di Pupi Avati ha contribuito alla colonna sonora e ha interpretato se stesso in un cameo.

## Festival
- Brescia Music Art[82] festival della contaminazione delle arti di cui è il direttore artistico dal 1997 al 2000 che ha visto tra gli altri protagonisti Jovanotti, Marco Lodola, il veejay Andrea Pezzi[83].

## Premi
- 2014, Genova - FIM Award - Premio Italia - Artista Rock